# Biografielijst Sn

## Sne

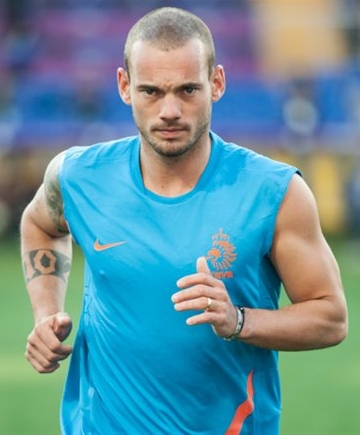
Wesley Sneijder (2012)

- Max Snegirjov (1987), Russisch autocoureur
- Wesley Sneijder (1984), Nederlands voetballer
- Jeroen Snel (1969), Nederlands journalist en tv-presentator
- Nel Snel (1908-1987), Nederlands hoorspelactrice
- Willebrord Snel van Royen (Snellius) (1580-1626), Nederlands wis- en sterrenkundige
- George Davis Snell (1903-1996), Amerikaans geneticus, immunoloog en Nobelprijswinnaar
- Peter Snell (1938-2019), Nieuw-Zeelands atleet
- Ferdinand Snellaert (1809-1872), Belgisch arts, schrijver en bestuurder
- Johannes François Snelleman (1852-1938), Nederlands oriëntalist en etnoloog
- Herman Snellen (1834-1908), Nederlands oogarts en hoogleraar oogheelkunde
- Henk Snepvangers (1939-2021), Nederlands atleet
- Elizabeth Sneyers (1913-1998), Belgisch advocate en feministe
- René Sneyers (1918-1984), Belgisch chemicus en kunsthistoricus

## Sni
- Josephus Marie Snickers (1851-1918), Nederlands architect
- Geerto Snijder (1896-1992), Nederlands archeoloog en nationaalsocialistisch ambtenaar
- A.L. Snijders (1937-2021), Nederlands schrijver
- Errol Snijders (1948), Surinaams politicus
- Ronald Snijders (1951), Surinaams-Nederlands musicus
- Herman Snijders (1953-2021), Surinaams componist en dirigent
- Ronald Snijders (1975), Nederlands schrijver, tv-presentator en komiek
- Trins Snijders (1935-2025), Nederlands actrice
- Ingvild Snildal (1988), Noors zwemster
- Wesley Snipes (1962), Amerikaans acteur

## Sno
- Frank Snoeks (1956), Nederlands sportjournalist
- Kelvin Snoeks (1987), Nederlands autocoureur
- Evander Sno (1987), Nederlands voetballer
- Derk Snoep (1935-2005), Nederlands museumdirecteur
- Ella Snoep (1927-2009), Nederlands actrice
- Snorri Sturluson (1179-1241), IJslands skald, historicus, dichter en politicus
- Aurora Snow (1981), Amerikaans pornoactrice
- Mark Snow (1946-2025), Amerikaans componist
- Ferne Snoyl (1985), Nederlands voetballer

## Snu
- Jimmy Snuka (1943-2017) - Fijisch professioneel worstelaar